# Antonio Barbosa
Antonio Barbosa es un jugador de fútbol playa mexicano. 

## Participaciones en Copas del Mundo de Playa
| Mundial                                | Sede   | Resultado        | Partidos | Goles |
| -------------------------------------- | ------ | ---------------- | -------- | ----- |
| Copa Mundial de Fútbol Playa FIFA 2011 | Italia | Cuartos de final | 4        | 1     |

## Participaciones en Campeonato de Fútbol Playa de Concacaf
| Copa                                           | Sede    | Resultado    | Partidos | Goles |
| ---------------------------------------------- | ------- | ------------ | -------- | ----- |
| Campeonato de Fútbol Playa de Concacaf de 2010 | México  | Campeón      | 5        | 6     |
| Campeonato de Fútbol Playa de Concacaf de 2013 | Bahamas | Tercer lugar | 4        | 0     |